# Eutelia snelleni
Eutelia snelleni is een vlinder uit de familie Euteliidae. De wetenschappelijke naam van deze soort is voor het eerst geldig gepubliceerd in 1881 door Saalmüller.
De soort komt voor in tropisch Afrika.